# Colchester United
Colchester United (offiziell: Colchester United Football Club) – auch bekannt als The U’s – ist ein englischer Fußballverein aus Colchester. Nach kurzem Aufenthalt in der Football League Championship stieg der Verein 2008 wieder in die drittklassige Football League One ab. Derzeit spielt er in der viertklassigen EFL League Two.

## Geschichte

### Gründungsphase und Amateurfußball
Der Verein wurde im Jahr 1937 gegründet und teilte sich zunächst seine Heimspielstätte, den Platz an der Layer Road, mit dem heute nicht mehr existenten Lokalrivalen Colchester Town Football Club, der dort wiederum schon seit 1910 ansässig gewesen war und 1919 das Feld von der britischen Armee erworben hatte.
Nachdem Colchester United in seinen ersten zehn Jahren im Amateurfußballbereich in der Southern League gespielt hatte, besiegte der Klub in der Saison 1947/48 beim 1:0-Sieg im FA Cup gegen Huddersfield Town eine Mannschaft aus der First Division, der damals höchsten englischen Spielklasse. In der folgenden Spielzeit stellte Colchester United im Erstrundenspiel des gleichen Wettbewerbs gegen den FC Reading am 27. November 1948 mit 19.072 zahlenden Zuschauern den heute noch gültigen vereinseigenen Zuschauerrekord auf.

### Colchester United als Profiverein
Zur Saison 1950/51 wurde Colchester United in die Football League Third Division South aufgenommen, spielte dort bis 1958 und qualifizierte sich dann für die eingleisige Third Division. In der Folgezeit wechselten sich die Abstiege in die Fourth Division der Jahre 1961, 1965, 1968, 1976 und 1981 regelmäßig mit Aufstiegserfolgen in den Jahren 1962, 1966, 1974 und 1977 ab.
Als Viertligist feierte der Verein im Februar 1971 dann auch den wohl größten Triumph in seiner Geschichte, als in der fünften Runde des FA Cups das von Don Revie trainierte Leeds United vor 16.000 Zuschauern nach zwei Toren des ehemaligen englischen Nationalspielers Ray Crawford mit 3:2 besiegt wurde, was dafür sorgte, dass Colchester erst als zweiter Viertligaverein in der Pokalgeschichte das Viertelfinale erreichen konnte.
In der Meisterschaft musste der Verein jedoch deutliche Zuschauereinbußen hinnehmen, da die Erfolge des nahegelegenen Klubs Ipswich Town und in London vornehmlich West Ham United zunehmend Anhänger in Colchester mobilisierten.

### Die „Ära Jonathan Crisp“
Nachdem sich Colchester United nach dem Abstieg im Jahr 1981 vier Jahre stets im oberen Tabellendrittel aufgehalten, in den Aufstiegskampf jedoch nie ernsthaft eingegriffen hatte, übernahm im Mai 1985 der Millionär und Geschäftsmann Jonathan Crisp den Verein, der zu dieser Zeit Schulden in Höhe von 140.000 Pfund angesammelt hatte. Er berief 1986 den bekannten nordirischen Schauspieler und Komödianten Frank Carson in eine vereinsführende Position und entließ im November 1987 nach dem knapp verpassten Aufstieg in den Play-offs der Saison 1986/87 den kurz zuvor als Trainer des Monats in der Fourth Division gewählten Mike Walker. Neuer Trainer wurde mit Roger Brown ein ehemaliger Spieler des FC Fulham, der wiederum nach einer 0:8-Niederlage gegen Leyton Orient im Jahr 1988 zurücktrat.
Der Verein schloss die laufende Saison auf dem drittletzten Platz ab und musste sich nur ein Jahr später als Letzter der Fourth Division vom Profifußball verabschieden. Crisp selbst kehrte nach insgesamt sechs Jahren, in denen er sechs Trainer ausprobiert, den Schuldenstand auf eine Million gesteigert und dabei das Stadion an die Stadt verkauft hatte, dem Verein den Rücken.

### Rückkehr zum Profifußball und jüngste Entwicklungen
Der Verein strukturierte sich grundlegend um und verpasste unter Trainer Ian Atkins im ersten Jahr die Rückkehr ins Profigeschäft nur knapp. In der darauffolgenden Saison, als Roy McDonough die Mannschaft in der Funktion eines Spielertrainers übernahm, konkurrierte Colchester mit dem ungleich reicheren und sehr spielstarken Verein Wycombe Wanderers unter Martin O’Neill um die Meisterschaft. Nach einem spektakulären Spiel zwischen den beiden Mannschaften in High Wycombe, als Colchesters Torwart Scott Barratt den Siegtreffer in der Schlussminute per Abschlag aus über 80 Metern schoss, stieg Colchester aufgrund der besseren Tordifferenz gegenüber den Wanderers mit 92 Punkten auf. Der anschließende Endspielsieg in der FA Trophy gegen Witton Albion steigerte den Erfolg noch zu einem Double.
Colchester etablierte sich fortan in der vierten Liga, und nach der Niederlage in den Play-offs um den Aufstieg in die dritte Liga im Jahr 1996 gelang dem Verein 1998 die Rückkehr in die nun Second Division genannte dritte englische Spielklasse. Seitdem hat Colchester United zumeist in der unteren Tabellenhälfte in dieser Liga, die vor Beginn der Saison 2004/05 in Football League One umbenannt wurde, gespielt. Unter Trainer Geraint Williams gelang im Jahr 2006 als Tabellenzweiter der Aufstieg in die Football League Championship schaffte und somit erstmals der Einzug in die zweithöchste englische Spielklasse. In dieser konnte man sich jedoch nur zwei Jahre halten.

## Vereinsfarben und Wappen
Colchester United spielt in blau-weiß gestreiften Trikots sowie in weißen Shorts, wobei diese Farben auf den ersten Vereinspräsidenten zurückgehen, der Anhänger von Huddersfield Town war. Die Ausweichfarben sind aktuell gelb und blau. Das Vereinswappen zeigt einen Adler vor einem blau-weiß gestreiften Schutzschild, der zudem den Namen des Vereins in weißer Schrift zeigt. Der Adler repräsentiert dabei die römischen Wurzeln der Stadt. Der Verein benutzte vor dem Adler das Gemeindewappen von Colchester, änderte dies jedoch in den 70er-Jahren.

## Sonstiges
- Steve Lamacq, ein sehr bekannter DJ beim britischen Rundfunksender Radio 1 ist der vermutlich berühmteste Anhänger des Vereins.
- Colchester United pflegt aktuell eine große Rivalität zum Ligakonkurrenten Southend United. Weiterhin existieren aufgrund der gemeinsamen Geschichte in der Southern League sowie jüngst in der Football Conference Spannungen zu den Klubs Ipswich Town und den Wycombe Wanderers.
- Für die Saison 2007/08 hatte Colchester United Teddy Sheringham unter Vertrag genommen, der als 41-jähriger Stürmer damit auch gegen das Team seines 1988 geborenen Sohnes Charlie, Crystal Palace, antrat.

## Hall of Fame
Für eine komplette Auflistung aller Spieler von Colchester United, siehe Liste der Spieler von Colchester United.
Seit 2007 wählen die Fans jährlich Spieler und Trainer in die vereinseigene Hall of Fame. Folgende Personen wurden bislang in die Colchester United Hall of Fame gewählt, das Jahr der Aufnahme befindet sich in Klammer:
- Tony Adcock (2008)
- Ian Allinson (2019)
- Percy Ames (2010)
- Micky Cook (2007)
- Bobby Cram (2009)
- Ray Crawford (2009)
- Jamie Cureton (2020)
- Bob Curry (2011)
- Karl Duguid (2016)
- Joe Dunne (2014)
- Tony English (2007)
- Steve Foley (2019)
- Duncan Forbes (2016)
- John Fowler (2012)
- Brian Garvey (2009)
- Brian Gibbs (2009)
- John Gilchrist (2009)
- Dick Graham (2007)
- David Gregory (2013)
- Brian Hall (2007)
- Bobby Hunt (2008)
- Kem Izzet (2011)
- Chris Iwelumo (2020)
- Vic Keeble (2008)
- Martyn King (2008)
- Mark Kinsella (2007)
- John Kurila (2009)
- Steve Leslie (2013)
- Brian Lewis (2009)
- Lomana LuaLua (2020)
- Mick Mahon (2009)
- Roy McDonough (2012)
- Steve McGavin (2012)
- Mick Packer (2010)
- Dave Simmons (2009)
- Graham Smith (2009)
- Nicky Smith (2014)
- Reg Stewart (2008)
- Mike Walker (2010)
- Peter Wright (2007)

## Ligazugehörigkeit
- 1937–1950: Southern League
- 1950–1958: Football League Third Division South
- 1958–1961: Football League Third Division
- 1961/62: Football League Fourth Division
- 1962–1965: Football League Third Division
- 1965/66: Football League Fourth Division
- 1966–1968: Football League Third Division
- 1968–1974: Football League Fourth Division
- 1974–1976: Football League Third Division
- 1976/77: Football League Fourth Division
- 1977–1981: Football League Third Division
- 1981–1990: Football League Fourth Division
- 1990–1992: Football Conference
- 1992–1998: Football League Third Division
- 1998–2004: Football League Second Division
- 2004–2006: Football League One
- 2006–2008: Football League Championship
- 2008–2016: Football League One
- seit 2016: EFL League Two